# Мережковский, Сергей Иванович
Сергей Иванович Мережковский (27 апреля [9 мая] 1821, Москва — 17 [30] марта 1908, Санкт-Петербург) — тайный советник, высокопоставленный чиновник канцелярии придворного ведомства.

## Биография
Родился в Москве в 27 апреля (9 мая) 1821 года в семье квартального надзирателя титулярного советника Ивана Фёдоровича Мережковского от второй его жены, Курбской. Воспитывался в пансионе Либерман.
В феврале 1839 года поступил на службу; сначала служил у оренбургского губернатора Талызина, потом в канцелярии Его Императорского Величества у обер-гофмаршала графа Шувалова помощником столоначальника, а затем столоначальником в придворной конторе. Действительным статским советником стал 4 апреля 1865 года, тайным советником — 17 апреля 1875 года. Должность эту занимал и при министре двора графе Адлерберге в течение всего царствования Александра II.
Умер 17 (30) марта 1908 года в Санкт-Петербурге. Был похоронен на Новодевичьем кладбище; могила утрачена

## Награды
Был награждён российскими и иностранными орденами:
российские
- Св. Владимира 3-й ст. (1867)
- Св. Станислава 1-й ст. (1869)
- Св. Анны 1-й степени (1871); императорская корона к ордену (1873)

иностранные
- орден Белого сокола (1861)
- командор ордена Адольфа Нассау (1861)
- орден Саксен-Эрнестинского дома 2-го класса (1861)
- орден Красного орла 3-й ст. (1861)
- Ангальтский орден Альбрехта Медведя 1-го класса (1863)
- орден Вюртембергской короны (1861)
- греческий орден Спасителя (1864)
- орден Короны (1866)
- командорский крест 1-го класса ордена Данеборг (1867)
- орден Фридриха (1871)
- большой крест ордена Филиппа Великодушного (1871)
- большой крест итальянского ордена Короны (1873)
- большой крест австрийского ордена Франца Иосифа (1874)

## Семья
В 1853 году женился на дочери управляющего канцелярией петербургского обер-полицмейстера, Варваре Васильевне Чесноковой (ок. 1830—1889). У них родилось шесть сыновей и три дочери:
- Константин (1855—1921)
- Владимир (1857 — после 1914)[3]
- Надежда (1858? — ?)
- Николай (1860—?)
- Александр (1862—?)
- Сергей (1860—1930)
- Дмитрий (1866—1941)
- Вера (1877—?)